# Штраймл
Штраймл (идиш שטרײַמל‎) — традиционный хасидский головной убор, чёрная бархатная ермолка, отороченная тёмным мехом соболя, куницы или лисы. Штраймл надевают в особо торжественных случаях: в субботу и праздники, на свадьбу, на встречу с цадиком.

## Происхождение
По одной из версий, что во времена изгнания из Испании евреев заставляли носить на голове мех «нечистого животного», лисий хвост, чтобы унизить и отличать от представителей других народов, однако «знак позора» превратился в «знак отличия» (дикие животные в иудаизме не считаются «нечистыми»). По другой легенде меховые шапки с дорогой шубой носили богачи и аристократы, и евреи переняли эту моду.

## Описание
В разное время форма штраймла менялась в зависимости от моды и экономического положения владельца. Для их изготовления использовали разные материалы от овчины и необработанных хвостов до лисьего и соболиного меха, простые модели представляли собой обычную кожаную шапку, обернутую одним лисьим хвостом. Основатель хасидизма Бааль Шем Тов кроме штраймла носил чалму.
В некоторых случаях число хвостов имеет свой символизм: 13 хвостов по числу мер милости («мидот рэхамим»), 18 хвостов — по гематрии слова жизнь (ивр. חי‎), 26 по гематрии одного из имён Господа.
В настоящее время существует более двадцати типов штраймлов, в каждой ветви хасидизма принята своя модель.
Когда в 2021 году в Израиле запретили торговлю изделиями из натурального меха, штраймл остался единственным исключением.

## Галерея

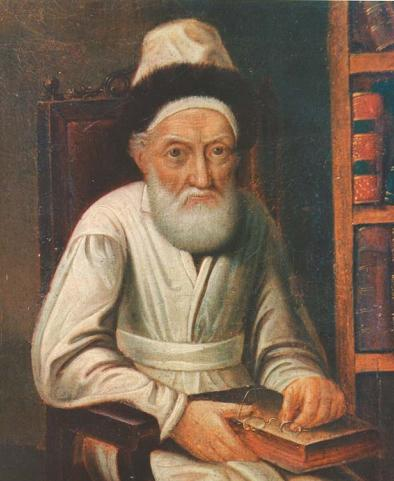
Цемах-Цедек, третий любавический ребе.
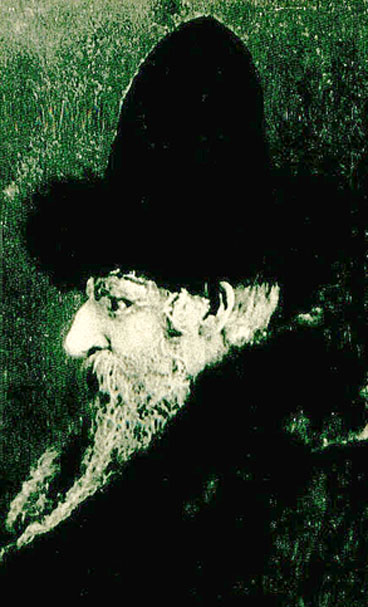
Давид-Моше Фридман, первый чортковский ребе[англ.].
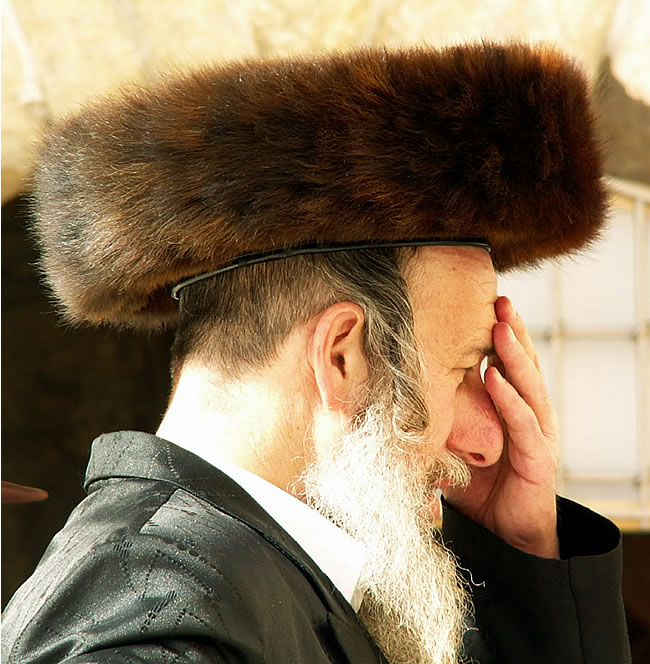
Ортодоксальный иудей у Стены Плача в Иерусалиме.
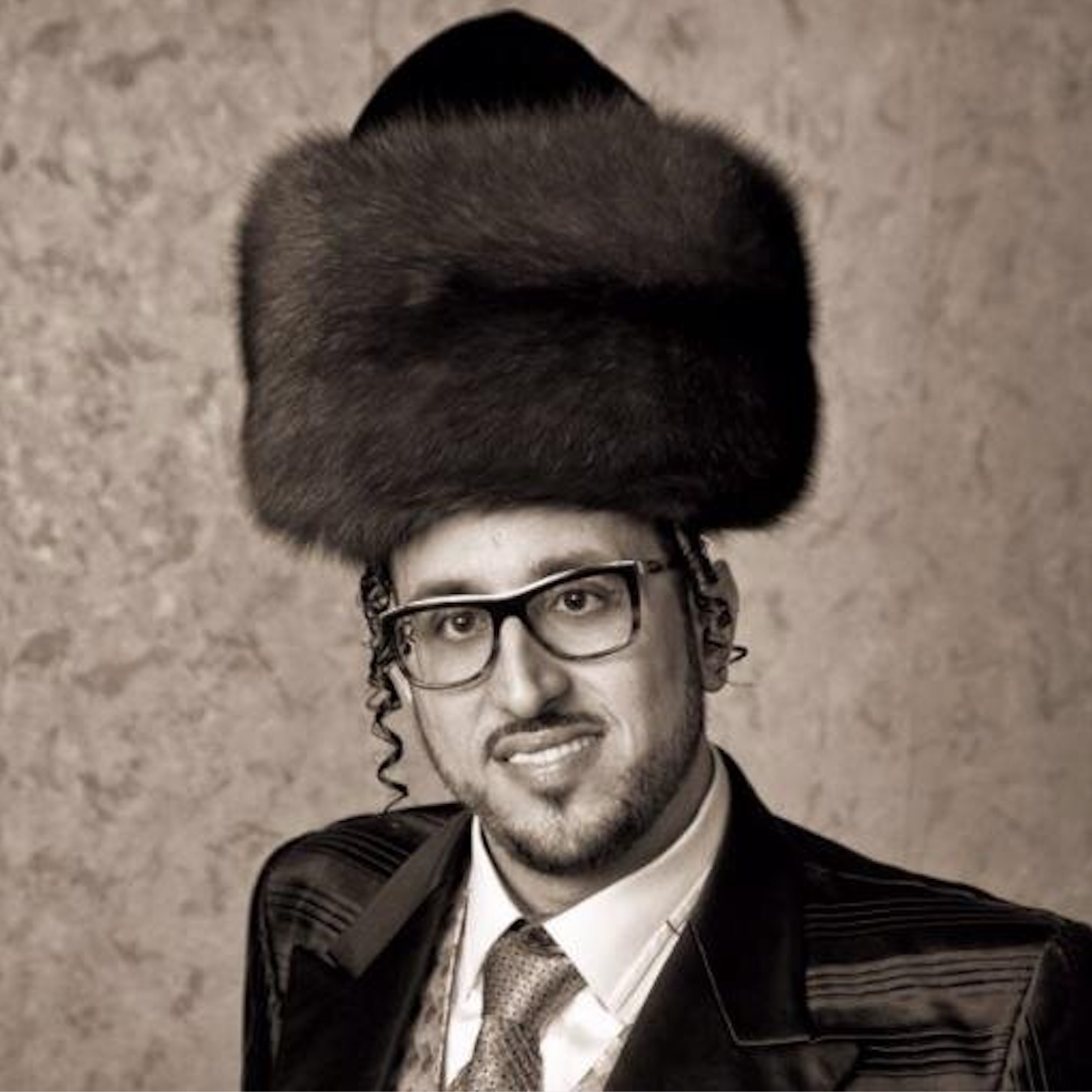
Липа Шмельцер, хасидский певец и шоумен.